# Трубин, Дмитрий Анатольевич
Дмитрий Анатольевич Трубин (род. 7 ноября 1988 года) — профессиональный казахстанский и российский армрестлер, трёхкратный чемпион мира, заслуженный мастер спорта Республики Казахстан, заслуженный тренер Республики Казахстан.

## Карьера
Родился в 1988 году в городе Тараз, Казахстан. Дмитрий один четырёх братьев-рукоборцев Трубиных.
В секцию армрестлинга пришел в 14 лет по совету своих одноклассников. Его тренер — заслуженный тренер Казахстана Ахмед Алиев, воспитавший к тому времени более десяти чемпионов мира.
В 17 лет стал чемпионом Азии среди взрослых в супертяжелой категории.
Дебют Трубина на чемпионате мира прошел в 2009 году, где он занял 6 место. Через год в 2010 году забирает золото чемпиона мира в США (в категории 100 кг).
В 2011 году в Алмате (Казахстан) защитил свой титул чемпиона мира и снова забирает золото. В 2012 году становится третьим на чемпионате мира в Бразилии. На чемпионате мира в Польше снова становится чемпионом, но уже в категории 110 кг (собственный вес тогда был 102 кг). В финале того чемпионата Трубин в долгой и упорной схватке выигрывает турецкого рукоборца Фарида Усманова.
В Болгарии в 2012 году в 6-раундовом поединке с Джоном Брзенком в упорной борьбе одержал полную победу 6-0.
В марте 2016 года побеждает американского рукоборца Майкла «Монстра» Тодда и забирает пояс Интерконтинентального чемпиона PAL (Professional ArmWrestling League) в абсолютной категории.
В 2018 году становится победителем 17-го чемпионата Азии (Бурабай, Казахстан).
В 2019 году переезжает в Россию, город Краснодар.
Работает тренером по армрестлингу в школе высшего спортивного мастерства. Как тренер воспитал шестерых чемпионов мира.
Женат и имеет четверо детей.